# Pristomyrmex cribrarius
Pristomyrmex cribrarius é uma espécie de formiga do gênero Pristomyrmex, pertencente à subfamília Myrmicinae.